# Presskommando
Presskommandos waren Gruppen militärischer Werber, die zum „Pressen“, d. h. zur Aushebung waffenfähiger Männer aus der Zivilgesellschaft ausgesandt wurden.
Presskommandos entstanden überwiegend ab dem 17. Jahrhundert, als viele europäische Staaten stehende Heere aufbauten und damit das Landsknechtswesen des Mittelalters ablösten. Die Angehörigen der Presskommandos versuchten, waffenfähige Männer durch falsche Versprechungen oder mit Gewalt für den Dienst in den jeweiligen Armeen zu rekrutierten.
Der Einsatz von Presskommandos zur Zwangsrekrutierung war in der Seefahrt als Schanghaien, insbesondere bei der Royal Navy bekannt, aber auch im Kontext des hessischen Soldatenhandels, wurde jedoch auch häufig von anderen Feudalherrschern praktiziert.